# المراميد (كعيدنة)

تعديل مصدري - تعديل

المراميد هي إحدى قرى عزلة سواخ بمديرية كعيدنة التابعة لمحافظة حجة، بلغ تعداد سكانها 146 نسمة حسب تعداد اليمن لعام 2004.